# Turn Off the Light
„Turn Off the Light“ je třetí singl Nelly Furtado, který pochází z její první desky Whoa, Nelly!
V USA se píseň dostala na páté místo, což bylo její nejlepší umístění až do roku 2006, kdy ho překonala s písní „Promiscuous“, která se dostala až na vrchol Billboard Hot 100.
Furtado, která se pro tuto píseň nechala inspirovat kapelou Big Sugar popsala tento singl takto: „Ačkoli se zdám být nezávislá, materiální a tak dále, vypínám světlo pokaždé, když se cítím sama, stejně jako kdokoli jiný. Možná proto je ta píseň tak dobrá a lidé na ni reagují, protože je opravdová“.

## Umístění v hitparádách
| Hitpadáda          | Umístění |
| ------------------ | -------- |
| Nový Zéland        | 1        |
| Švýcarsko          | 2        |
| Mexiko             | 2        |
| Spojené království | 4        |
| USA                | 5        |
| Irsko              | 5        |
| Austrálie          | 7        |
| Nizozemsko         | 7        |
| Švédsko            | 9        |
| Rakousko           | 22       |
| Německo            | 31       |
| Francie            | 46       |